# دووگرتی (آیووا)
دووگرتی (به انگلیسی: Dougherty) شهری در ایالت آیووا کشور ایالات متحده آمریکا است که جمعیت آن در سرشماری سال ۲۰۱۰ میلادی، ۵۸ نفر بوده‌است.